# Кубок обладателей кубков КАФ 1976
Кубок обладателей кубков КАФ 1976 — 2-й розыгрыш клубного футбольного турнира КАФ. В турнире приняли участие обладатели Кубков из 20 африканских стран. Победителем стал нигерийский клуб Шутинг Старз.

## Предварительный раунд
| Команда 1             | Итог | Команда 2  | 1-й матч | 2-й матч |
| --------------------- | ---- | ---------- | -------- | -------- |
| Биг Буллетс           | 6-4  | Фортиор    | 2-4      | 4-0      |
| Канон Яунде           | 6-1  | Петроспорт | 3-0      | 3-1      |
| Либерте               | 1-9  | Аль-Ахли   | 0-5      | 1-4      |
| Гамбия Портс Ауторити | 2-6  | Кадиого    | 1-4      | 1-2      |

## Первый раунд
| Команда 1    | Итог       | Команда 2       | 1-й матч | 2-й матч |
| ------------ | ---------- | --------------- | -------- | -------- |
| Биг Буллетс  | 1-4        | Нкана           | 1-0      | 0-4      |
| Канон Яунде  | 2-2 (г.в.) | Вита            | 2-1      | 0-1      |
| Кадиого      | 1-7        | Калум Стар      | 1-0      | 0-7      |
| АСКО Кара    | 1-5        | Тоннер          | 1-2      | 0-3      |
| Мечал        | 6-4        | Юс Лиг          | 5-2      | 1-2      |
| Шутинг Старз | 5-0        | Кения Брюриерс  | 3-0      | 2-0      |
| УС Гори      | 3-6        | Стелла д’Аджаме | 0-0      | 0-2      |
| Замалек      | 4-2        | Аль-Ахли        | 3-0      | 1-2      |

## Четвертьфиналы
| Команда 1    | Итог | Команда 2       | 1-й матч | 2-й матч |
| ------------ | ---- | --------------- | -------- | -------- |
| Мечал        | 2-6  | Замалек         | 2-0      | 0-6      |
| Шутинг Старз | 4-3  | Нкана           | 3-2      | 1-1      |
| Тоннер       | 2-1  | Калум Стар      | 0-0      | 2-1      |
| Вита         | 5-3  | Стелла д’Аджаме | 2-0      | 3-3      |

## Полуфиналы
| Команда 1 | Итог       | Команда 2    | 1-й матч | 2-й матч |
| --------- | ---------- | ------------ | -------- | -------- |
| Вита      | 2-4        | Тоннер       | 1-1      | 1-3      |
| Замалек   | 2-2 (3-5п) | Шутинг Старз | 2-0      | 0-2      |

## Финал
Первый матч состоялся 27 ноября, ответный — 12 декабря 1976 года.
| Команда 1    | Итог | Команда 2 | 1-й матч | 2-й матч |
| ------------ | ---- | --------- | -------- | -------- |
| Шутинг Старз | 4-2  | Тоннер    | 4-1      | 0-1      |

## Чемпион
| Победитель Кубок обладателей кубков КАФ 1976 |
| -------------------------------------------- |
| Шутинг Старз 1-й титул                       |